# Casa de Loreio Tiburtino

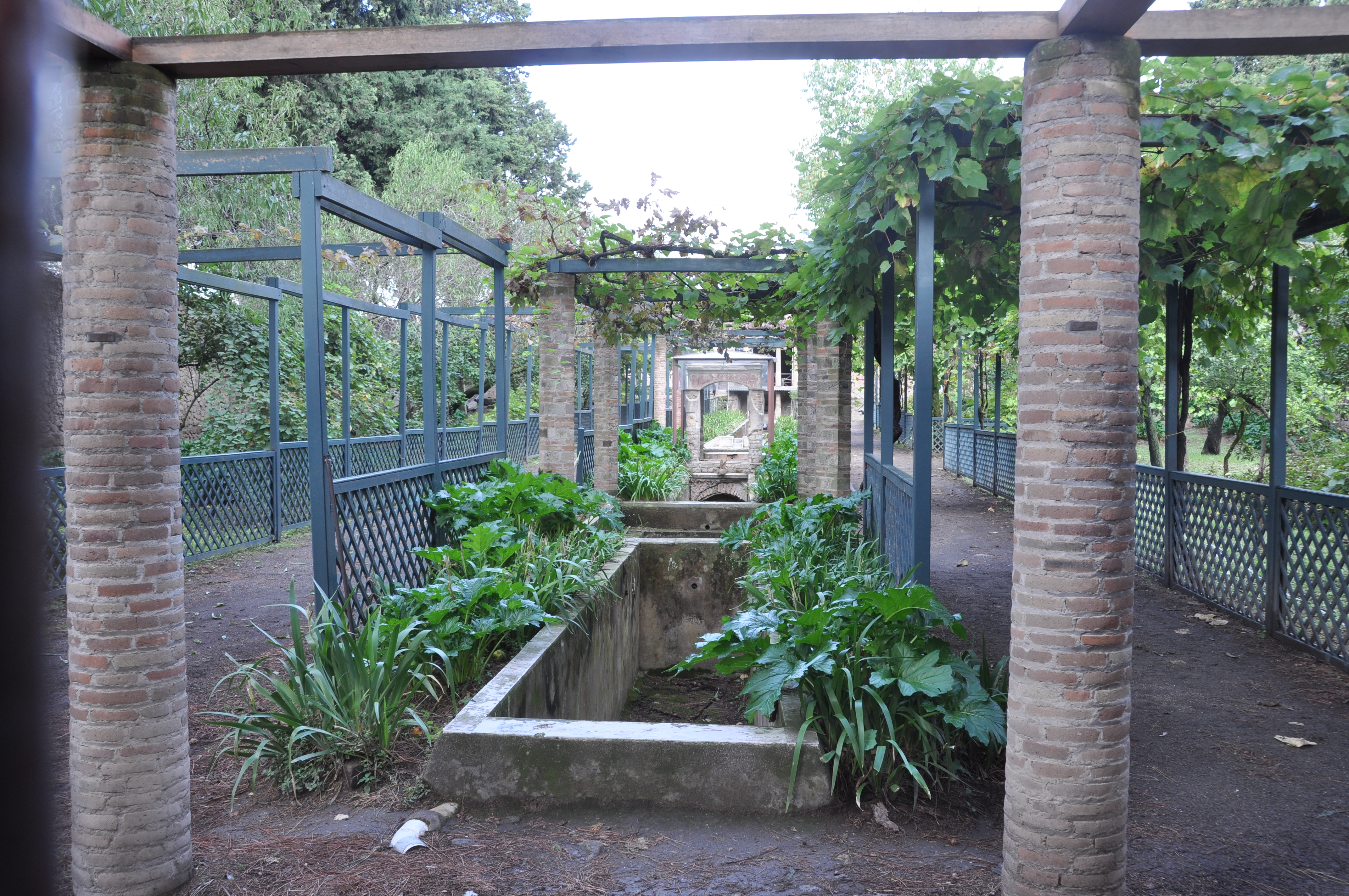
O jardim da casa

Casa de Loreio Tiburtino (Loreius Tiburtinus) ou Casa de Otávio Quárcio (Octavius Quartio) são as ruínas de uma casa de Pompeia, conhecida por suas obras de arte meticulosas e bem preservadas, além de seus grandes jardins. Foi preservada pela erupção vulcânica do Monte Vesúvio ocorrida em em 79.

## Localização

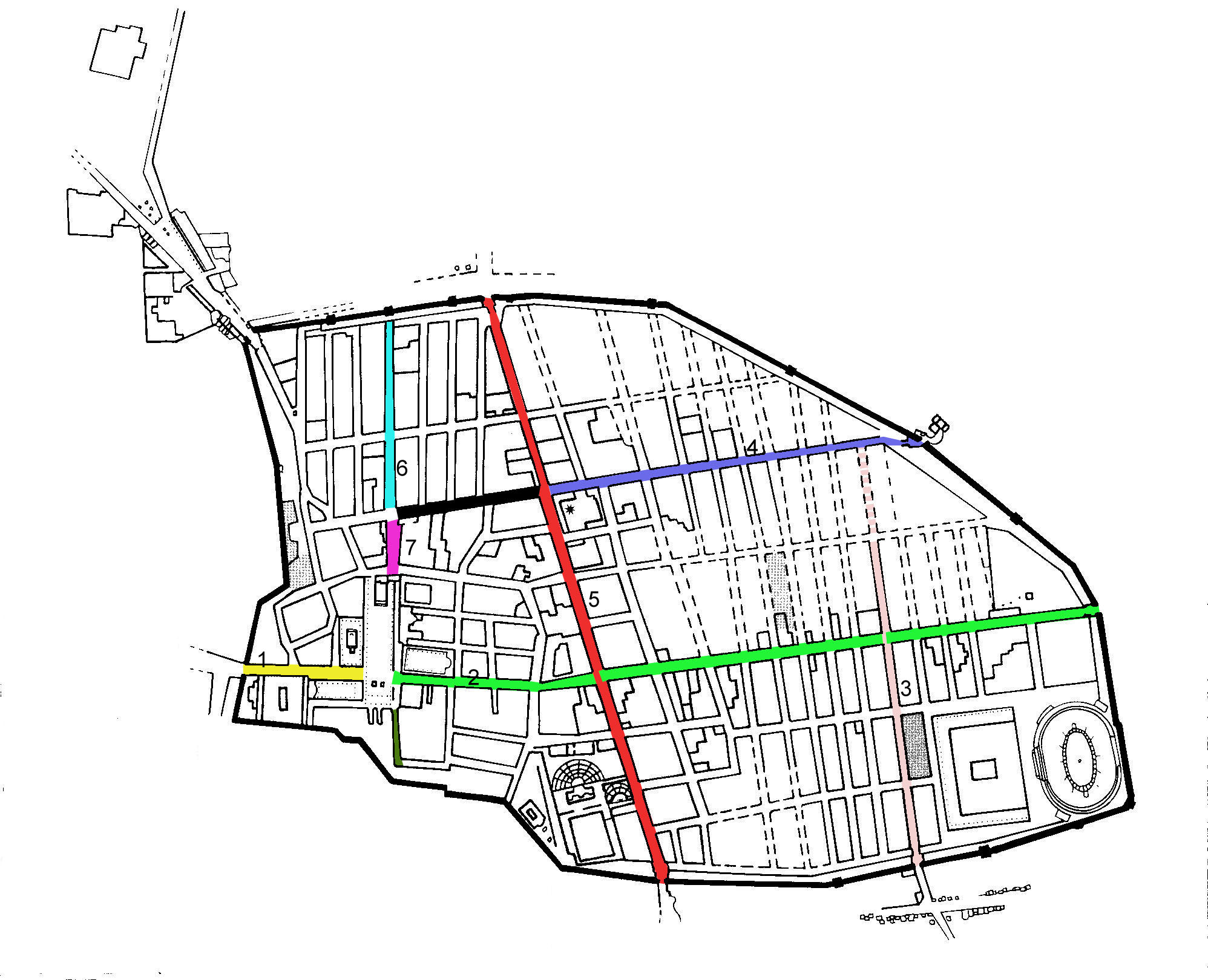
Mapa do layout de Pompéia, destacando as principais ruas. A Via Dell'Abbondanza está verde

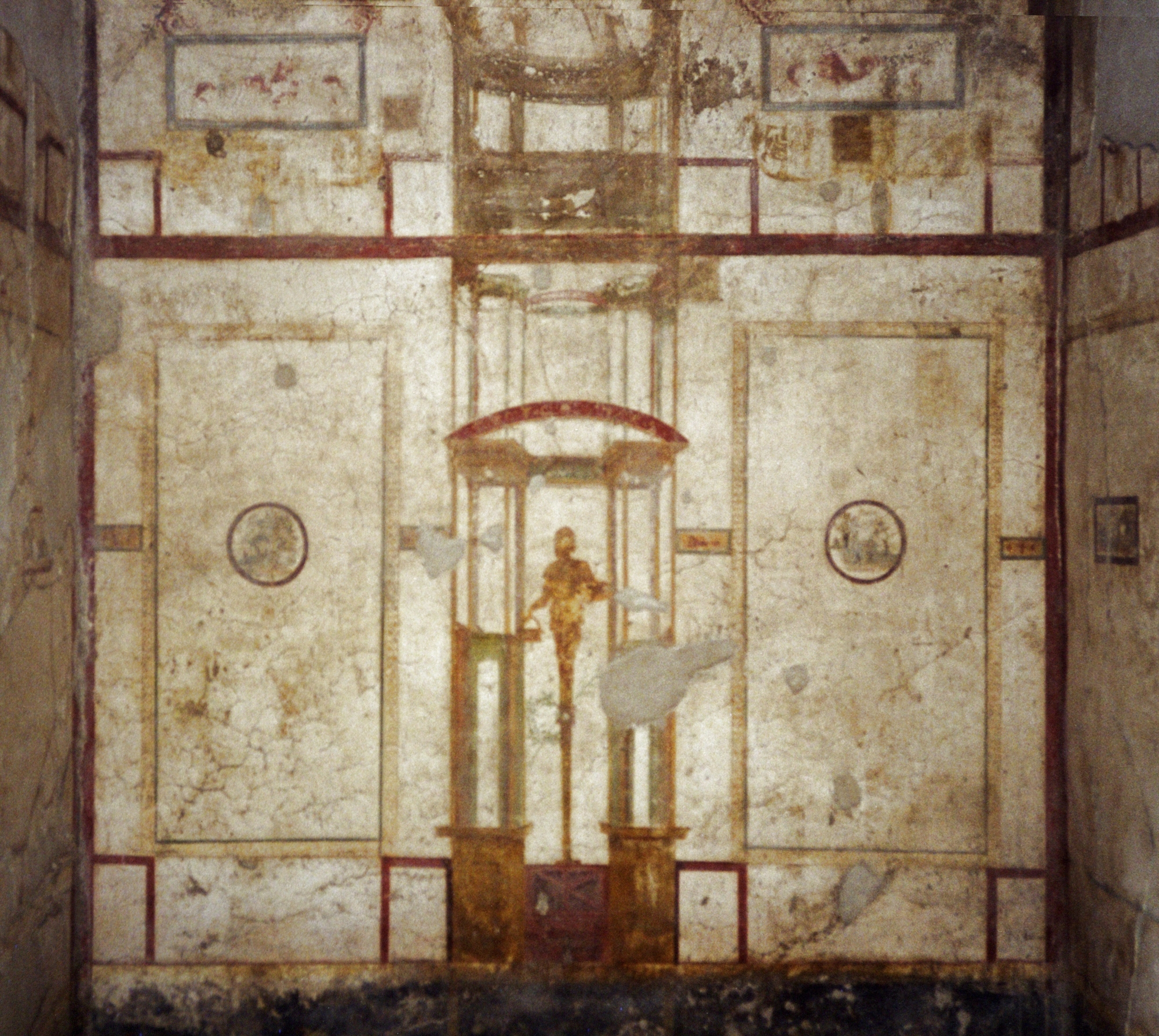
Pintura na parede sul de eco

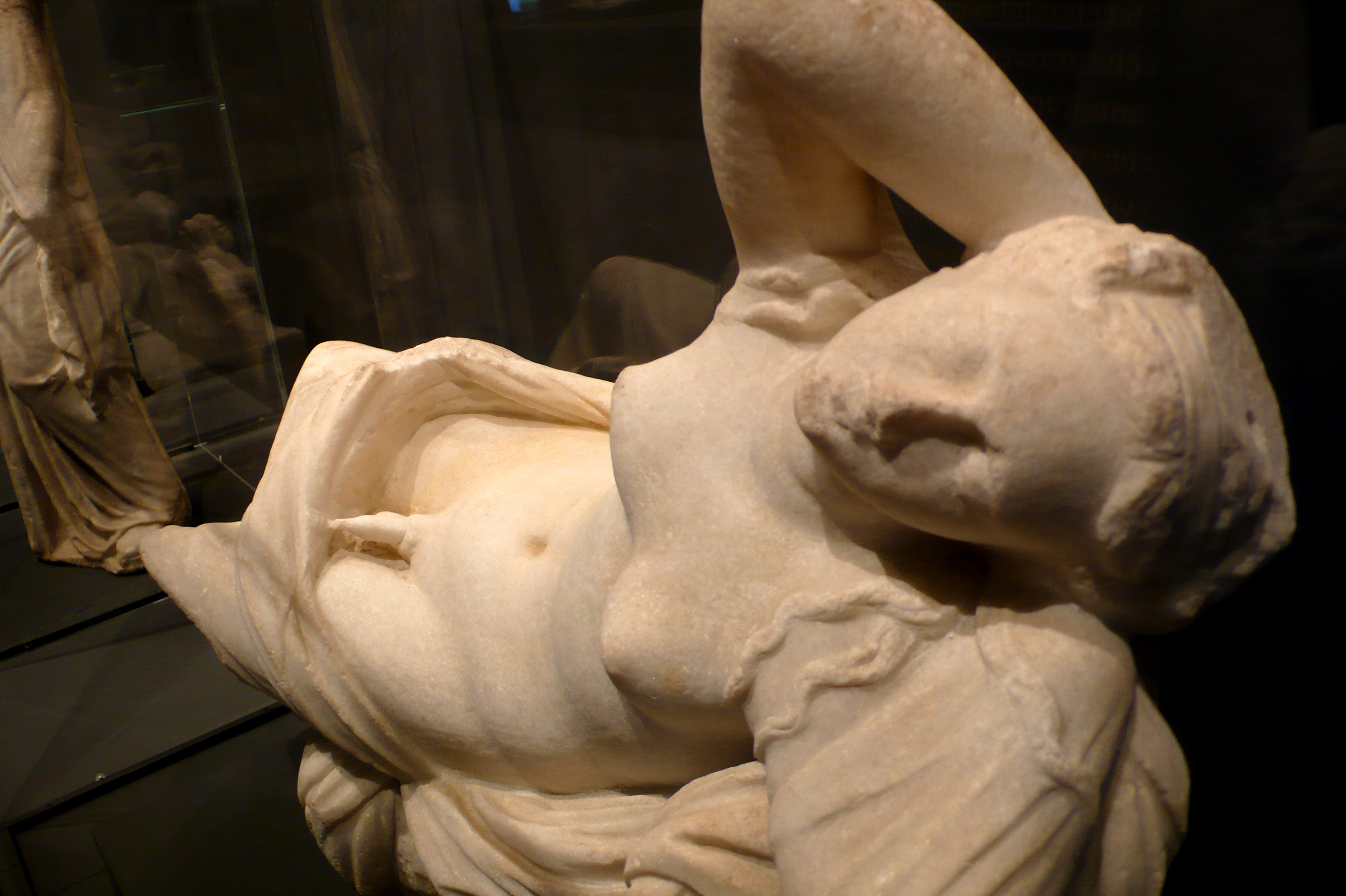
Estátua de mármore de hermafrodita

Seu endereço pompeiano é II, 2, 2-5 e está localizado na Via Dell'Abbondanza (ou rua de abundância), uma das ruas mais prósperas de Pompeia. A seção da Via Dell'Abbondanza que ocupava foi fechada para o tráfego de carruagens nos tempos antigos.

## Nome
O nome dessa casa foi erroneamente derivado de anúncios eleitorais de tipos gravados na fachada externa, alguns dizendo "Vote em Loreio" e outros "Vote em Tiburtino". De fato, o último proprietário conhecido da casa era um homem chamado Octavius Quartio, cujo selo de bronze foi encontrado dentro da casa durante a escavação. Alguns historiadores optam por se referir a esta casa como a Casa de Octavius Quartione.

## Escavação
A Casa de Loreio Tiburtino foi escavada entre os anos de 1916 e 1921 por V. Spinazzola.

## História
A domus cobria uma ínsula inteira antes do terremoto de 62 d.C e tinha dois átrios e duas entradas. Após o terremoto, parte da casa (II 2, 4) foi vendida a outro proprietário e tornada independente.

## Layout
A casa ocupa quase toda a ínsula com uma combinação de área residencial e jardim.
Na fachada do edifício existem duas cauponas (pousadas). Havia também acesso ao andar superior, cujos quartos provavelmente eram alugados.
O interior da casa é bastante uniforme em sua organização e corresponde ao padrão de grande parte da arquitetura romana da época. Infelizmente, parte da integridade original da casa foi comprometida antes da erupção do Monte Vesúvio, no terremoto de 62 d.C.
A entrada ou ante-sala leva ao átrio, uma grande sala aberta com um implúvio no centro. Essa bacia coletava água da chuva através de um buraco no telhado para ser usado pelos clientes da casa. No lado oposto do átrio há um modesto peristilo onde o tablino original (escritório) já esteve. A falta de um tablino funcional é uma evidência do número de terremotos na infraestrutura da casa. Existem vários pontos fora do átrio principal usados como salas de recepção com várias obras de arte exibidas em cada sala. Um eco específico que faz fronteira com o viridário ou jardim interno funcionava como um triclínio ou área de jantar, onde os hóspedes podiam se divertir. Este quarto foi particularmente bem decorado para agradar aos muitos convidados que devem ter passado. Na fronteira com o jardim, há um triclínio de verão, onde os clientes podiam relaxar nos meses mais quentes.

### Jardins

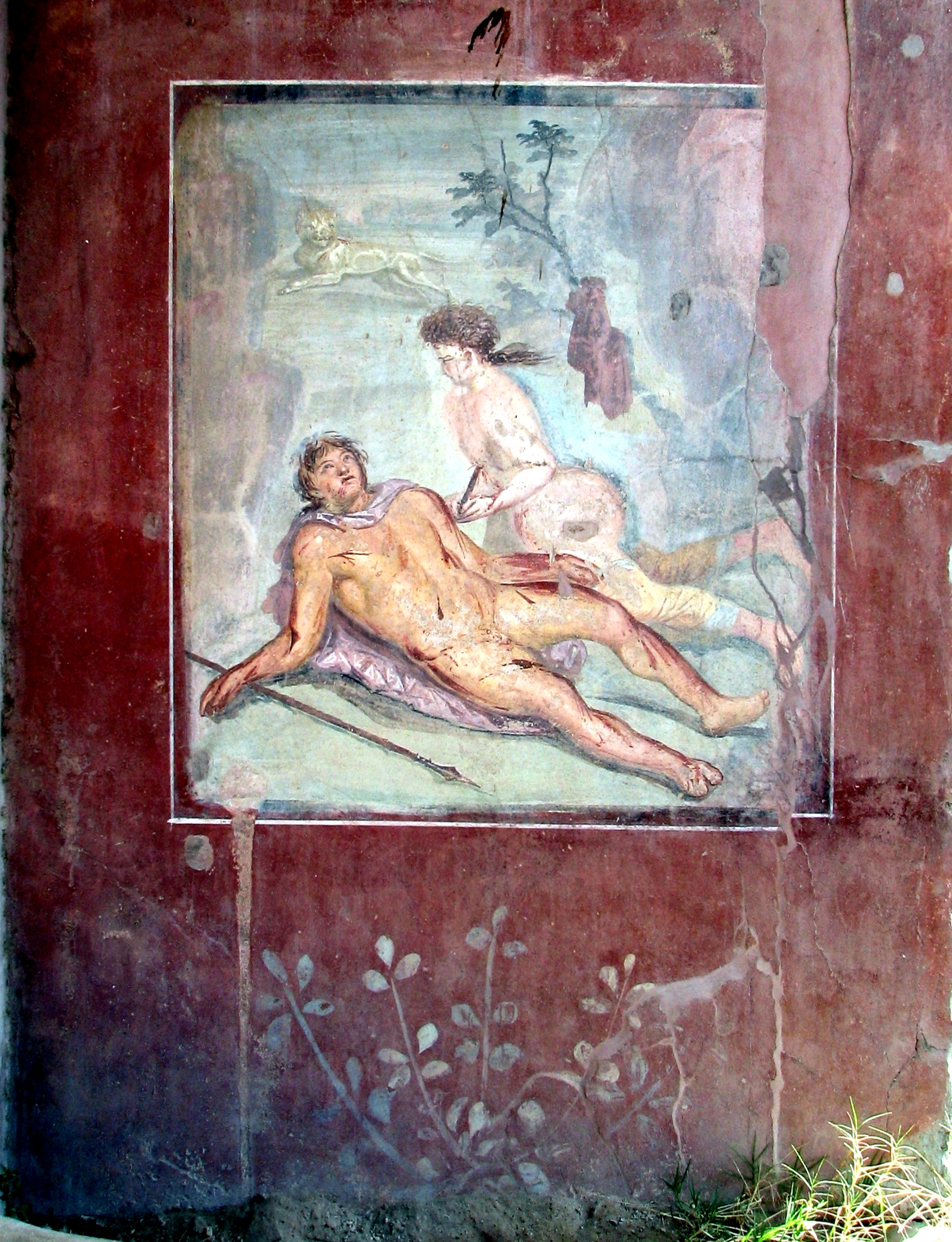
Piramo e Tisbe na casa de Loreio Tiburtino

A casa é particularmente conhecida por seus extensos jardins e ornamentação ao ar livre. Além do triclínio de verão, havia um arranjo específico de dois Euripos, um tipo decorativo de fonte. Essas fontes foram a peça central de muitos afrescos e estatuetas. O Euripo superior tem um forte significado para a cidade escavada de Pompeia, porque seus afrescos decorativos são a fonte da única assinatura do artista conhecido: "Lucius pinxit" ou "Pintado por Lúcio". Esses afrescos retratam os mitos de Narciso de um lado da fonte, e Píramo e Tisbe do outro. O outro Euripo inferior é uma fonte que atravessa o longo jardim que contém numerosos tipos de folhagem, incluindo várias árvores de fruto. Todas essas fontes operam usando uma tecnologia chamada castellum plumbeum, um sistema de pressão de água bastante complexo que funcionava com as torres de água locais, fornecendo para vários locais.
O conjunto de decorações e a arquitetura sofisticada revelam o prestígio da família que habitava a casa.